# 八院青年站
八院青年站（韓語：팔원청년역）是朝鮮民主主義人民共和國平安北道宁边郡的一個鐵路車站，属于青年八院线和宁边线。

## 邻近车站
青年八院线
宁边站 - 八院青年站 - 大将站
宁边线
八院青年站 - 分江站